# Arminio Rothstein
Arminio Rothstein (* 25. Juli 1927 in Wien; † 1. Oktober 1994 ebenda) war ein österreichischer akademischer Maler, Puppenmacher und Puppenspieler, Drehbuchautor und Buchautor, Musiker, Zauberer (Selim Arminian) und AHS-Professor. Von 1968 bis 1994 arbeitete er beim Kinderfernsehen des ORF, wo er Sendungen erfand, schrieb und leitete, in denen Puppen mit ihm selbst als Clown Habakuk und anderen Menschen interagierten.

## Leben
Arminio Rothstein wurde als Sohn einer „arischen“ Mutter und eines jüdischen Rechtsanwalts geboren. Nach dem Anschluss Österreichs an Deutschland durfte er das Gymnasium nicht mehr besuchen. Vor der Verfolgung versteckten sich schließlich sein Vater und er im Wiener Untergrund, in einem Keller. Nach dem Krieg legte er die Matura ab und arbeitete als Zauberkünstler „Selim Arminian“.
1948 bis 1953 studierte Arminio Rothstein gemeinsam mit Arik Brauer, Friedensreich Hundertwasser und Ernst Fuchs bei Albert Paris Gütersloh.
1955 heiratete er die Kunststudentin Ingrid Grundler-Klauhsecker, später bekannt unter dem Künstlernamen Ingrid Picca, mit der er seine ersten Marionetten schuf. Als 1956 ein „Puppenkabarett für Erwachsene“ mit Stücken wie „Salome“, „Elis und Isabel“, „Bergwerk von Falun“, „Don Camillo und Peppone“ und „Prominenz am Zwirn“ im ORF zur Aufführung kam, wurden die Marionetten von Picca und Rothstein gemeinsam gestaltet und gespielt. Über die Entstehung der Marionetten wurde ein Film gedreht, der eine Auszeichnung erhielt.
1967 gründete Arminio Rothstein gemeinsam mit Lena Rothstein, seiner zweiten Frau, das Arlequin Theater im Café Mozart am Albertinaplatz in Wien (der Eingang befand sich in der Maysedergasse 5).
1971 konzipierte Rothstein seine Kasperlsendung für den ORF, „Habakuks Kasperltheater“. Das erste Stück, „Die verschwundenen Schuhe“, wurde am Mittwoch, dem 29. September 1971 um 17:00 Uhr ausgestrahlt. Später wurde die Sendung in „Clown Habakuks Puppenzirkus“ umbenannt. Jeder Sendung vorangestellt war eine Zeichnung von Winnie Jakob. Zwei der damaligen Puppenspieler waren Thomas Brezina und Walter Hoffmann (heute Sexualpsychologe).
Nach der Vorstellung holte Arminio Rothstein als Clown Habakuk den Kasperl vor die Bühne und unterhielt sich als Bauchredner mit seinem Publikum.
Clown Habakuk zauberte mit dem Zauberspruch „Summ Summ“ und beherrschte 35 Musikinstrumente, aber oft nur ein einziges Musikstück.
Gemeinsam mit dem Zauberer Bobby Lugano produzierte Arminio Rothstein 1979 40 Folgen des Betthupferl unter dem Titel „Der Zauberkasten mit Bobby und Habakuk“.
Im Laufe der Jahre wurden hunderte Betthupferl mit dem ORF produziert, bei denen Arminio Rothstein das Drehbuch und die Puppen beisteuerte.
1977 gründete Arminio Rothstein gemeinsam mit dem ARBÖ das einzige österreichische Verkehrserziehungstheater mit Menschen und Puppen. Es gab tausende Vorstellungen in ganz Österreich an Volksschulen und für die 5. und 6. Schulstufe sowie ein Gastspiel in Bonn anlässlich eines internationalen Verkehrserziehungs-Treffens. 2018 feierten DAS PUPPOMOBIL / Theater Arlequin und der ARBÖ gemeinsam mit der AUVA das 40-jährige erfolgreiche Bestehen.
1978 produzierte das Theater Arlequin unter der Regie von Artem Ohandjanian die „Persischen Heldensagen“ im Auftrag des TV Teheran. In diesem Jahr kam Khomeini an die Macht, die Sendung wurde von Artem Ohandjanian noch erfolgreich beim TV abgeliefert. Die erste Gage wurde sogar noch ausbezahlt, doch die Regierung Khomeini verhinderte die Ausstrahlung. Einer der Ersten, die Khomeini hinrichten ließ, war der TV-Direktor.
Arminio Rothstein unterrichtete mehr als 30 Jahre am BG XX in der Unterbergergasse (heute Karajangasse) in der Brigittenau Kunstgeschichte und Werkerziehung.
Im Lauf der Zeit baute Arminio Rothstein gemeinsam mit seiner vierten Ehefrau Christine noch unzählige Marionetten, Stab- und Handpuppen, die im Arlequin-Theater ihre Heimat haben. Die Anzahl der Puppen beläuft sich auf ca. 1000 Stück.
2021 wurde ein Museum für Rothsteins Werke gemeinsam mit dem Puppenkünstler Christian Mair in Bludenz eröffnet.
Arminio Rothstein starb am 1. Oktober 1994 an Lungenkrebs. Im März desselben Jahres war er zuletzt öffentlich aufgetreten. Er hat seine letzte Ruhestätte auf dem Friedhof in Lilienfeld gefunden, der Heimatstadt seiner vierten Frau Christine.
Rothstein war von 1955 bis zu seinem Ausschluss 1969 Mitglied der Freimaurerloge Freundschaft.

## Berühmte Puppen
- Kasperl mit dem Spruch: „Das Beeeste iiiiiiist, das Beeeste iiiiiiist – wir sperren den Tintifax in eine Kiiist’!“
- Die BENCO-Puppe, die Abenteuer der unterschiedlichsten Art erlebte und für den berühmten Instant-Kakao des ursprünglich aus Österreich stammenden Bensdorp-Kakao warb, wurde von Arminio für das Trickfilm-Studio „TRAUM & MAIER“ produziert (Quelle: Herr Mario E. K. Maier).
- Die Gans Mimi, gespielt von Christine Rothstein.
- Hexenmeister Tintifax, der böse Gegenspieler zum Kasperl, mit grünem Gesicht und magischen Kräften.
- Toby und Tobias. Toby ist ein schlauer Hund, der immer wieder in vielen Abenteuern Tobias beistehen muss, um den kleinen neugierigen und tollpatschigen Affen, mit Hilfe von Professor Habakuk, aus misslichen Lagen zu befreien. Später kam noch der Papagei Jakob dazu (1968–1989 im ORF).
- Tyn und Tynja aus Clown Habakuks Puppenzirkus, in unzähligen Gutenachtgeschichten.
- Zwerg Bumsti und die Maus.

Die Sendung wurde Mitte der 1980er Jahre eingestellt. Die Folgen wurden als Teil des Betthupferls gemeinsam mit der legendären Kinderzeitschrift Wunderwelt (1948–1987) hergestellt. Bumsti ist eine Schöpfung des Wiener akademischen Zeichners Teja Aicher (1909–1979). Bei der Neuausstrahlung in den 1980er Jahren mehrten sich Beschwerden, dass Zwerg Bumsti ein Pascha und die dargestellte Ehe mit der verheirateten „Maus“ frauenfeindlich sei. Da diese Meinung erst nach dem Tod des Schöpfers aufkam, konnte dieser selbst keine Stellung dazu nehmen. Das Österreichische Werbemuseum, das einige Folgen von Frau Christine Rothstein, der Betreiberin von Arminio Rothsteins „Puppentheater Arlequin“, zur Verfügung gestellt bekommen hatte, berichtete, dass die Forschung anlässlich der Ausstellung „60 Jahre Wunderwelt – Kinderwelt“ im Bezirksmuseum Alsergrund (9. Oktober 2008 bis 1. Februar 2009) ergeben habe, dass Teja Aicher mit Bumsti – dem faulen und Pfeife rauchenden Zwerg – sich selbst dargestellt hatte und die graue Feldmaus seine persönliche Sicht der eigenen Gattin gewesen sei.
- Helmi – entworfen und gebaut 1980.
- Maxi für den Musikantenstadl (1991/92).

Eine besondere Spezialität von Arminio Rothstein war seine Kunst, Portraitpuppen herzustellen, also Puppen, die ihren Vorbildern verblüffend ähnlich sind, wie z. B. Bruno Kreisky, Josef Taus (wobei dessen Gattin laut Christine Rothstein über die Puppe gesagt haben soll: „Nein! So schiach [hässlich] ist mein Mann nicht.“), Niki Lauda, Helmut Zilk, Ernst Wolfram Marboe, Anton Benya, Helmut Qualtinger, Fred Sinowatz, Karl Farkas, Ernst Waldbrunn.

## Publikationen
- Du wollen Clown spielen? Jugend und Volk Verlagsgesellschaft, 1979, ISBN 3-7141-1269-3.
- Wir spielen hier. Ravensburger Taschenbücher, 1983, ISBN 3-473-38846-7.
- Du wollen Clown spielen? Zirkus, Clowns, Handpuppen, Marionetten, Zaubern. Verlag Ennsthaler, 1994, ISBN 3-85068-409-1 (Neuauflage).
- Mimis Gutenachtgeschichten. Verlag Donauland, 1999, von Christine Rothstein.

## Filme
- ORF-Legenden: Arminio Rothstein. Das bunte Leben des Clown Habakuk. Dokumentarfilm (45 Min.), A 2016, Buch und Regie: Christian Hager.
- O mein Jojo! Das Leben des Clown Habakuk. Buch und Regie: Said Manafi, A 1980 (60 Minuten).